# قانون جنسية جزر القمر
ينظم دستور جزر القمر قانون الجنسية القمرية وتنقيحاته وملحقاته، بالإضافة لمختلف الاتفاقيات الدولية التي وقع عليها البلد. وتحدد هذه القوانين مواطني جزر القمر أو من يحق له أن يكون مواطنًا فيها. كما يحدد الدستور الوسائل القانونية للحصول على الجنسية، العضوية القانونية الرسمية في الدولة، وتختلف عن العلاقة الداخلية للحقوق والالتزامات بين المواطن والأمَّة (الدولة)، والمعروفة باسم المواطنة. الطريقة الأساسية للحصول على جنسية جزر القمر تكون بموجب مبدأ حق الأرض، أي بالولادة في جزر القمر، أو حق الدم، ولد في بلاد أخرى لأبوين يحملون الجنسية القمرية. تمنح الجنسية أيضاً عبر التجنيس للأشخاص الذين ينتمون للبلد أو المقيمون به لفترة زمنية معينة. فيما ألغت البلاد إمكانية منح جنسية جزر القمر عبر الاستثمار.

## الحصول على الجنسية
يمكن الحصول على الجنسية في جزر القمر عند الولادة أو في وقت لاحق من الحياة عبر التجنيس التجنس.

### بالولادة
الأشخاص الذين يكتسبون الجنسية القمرية بالولادة هم:
- الأطفال المولودون في أي مكان والذين لديهم على الأقل أحد الوالدين يحمل الجنسية القمرية بالولادة في جزر القمر.[7]
- يجوز غالباً للأطفال المولودين في جزر القمر لأجانب لا يزالون يقيمون في جزر القمر الحصول على الجنسية بالولادة بناءً على الطلب.[8]
- الأطفال اللقطاء أو الأيتام الذين وجدوا في المنطقة والذين لا يعرف آباؤهم (مجهولي النسب).[8]

### عن طريق التجنيس
يمكن منح الجنسية للأشخاص الذين أقاموا في جزر القمر لفترة زمنية كافية للتأكد من فهمهم لعادات وتقاليد المجتمع. الأحكام العامة تشير إلى:
- المتقدمين يتمتعون بصحة عقلية وجسدية جيدة، ويتمتعون بحسن الخلق.
- ولديهم الوسائل الكافية لإعالة أنفسهم اقتصاديا.
- يقيمون في البلاد لمدة عشر سنوات.

إلى جانب الأجانب الذين يستوفون المعايير, يشمل الأشخاص الآخرون الذين قد يتم تجنيسهم ما يلي:
- الزوجة القانونية لمواطن من جزر القمر تستمد تلقائيا جنسية زوجها عند الزواج;[10][11]
- يجوز لزوج مواطنة من جزر القمر التجنس بعد خمس سنوات من الإقامة في البلاد;[11]
- يمكن تجنيس الأطفال القاصرين والزوجة تلقائيا عندما يكتسب الوالد أو الزوج الجنسية;[9][11]
- يمكن للمتبنين القاصرين الذين تبناهم مواطن قمري الحصول على الجنسية القمرية دون فترة إقامة بعد بلوغهم سن الرشد؛[11]
- يمكن للأشخاص الذين ساهموا مساهمة كبيرة في التطور الفني أو الأدبي أو العلمي للبلد التجنس بعد خمس سنوات من الإقامة؛ أو[11]
- يمكن للأجنبي الذي قدم خدمات استثنائية للأمة التجنس دون تلبية متطلبات الإقامة.[9]

## الجنسية المزدوجة
سمحت حكومة جزر القمر بالحصول على الجنسية المزدوجة منذ عام 2001 ، بالرغم من ذلك، يوجد تعارض مع دستور عام 2001 للبلاد وقانون الجنسية لعام 1979 حول هذا الموضوع.

## التجريد من الجنسية
لا يمكن لمواطني جزر القمر أن يكونوا يفقدوا الجنسية، إذا ولدوا في جزر القمر، ولكن يُسمح لهم بالتنازل عن جنسيتهم بشرط موافقة الدولة على ذلك. ويجوز لمن سبق لهم التنازل عن جنسيتهم أن يستعيدوا جنسيتهم إذا كانوا مقيمين في البلد ، عند التحقيق في طلبهم. قد تُفقد الجنسية في جزر القمر بسبب أعمال عدم الولاء، بما في ذلك أداء خدمات لحكومة أو جيش دولة أخرى؛ أو لارتكاب جرائم، سواء ضد الدولة أو جرائم عادية؛ أو بسبب الاحتيال في طلب التجنيس.

## نبذة تاريخية

### الحقبة الإسلامية (1100-1841)
من بين أقدم الكتابات عن تاريخ جزر القمر دليل على وصول شيرازين، نخبة من المسلمين الفارين من الصراع في جنوب بلاد فارس إلى جزر القمر في القرنين العاشر والحادي عشر. ااستمرت هجرات الشيرازيين خلال القرن الخامس عشر، فيما تطورت، بين القرنين الثالث عشر والسادس عشر، شبكات تجارية واسعة النطاق بين الشعوب التي كانت تعيش في شبه الجزيرة العربية وتلك التي كانت تعيش على الساحل الإفريقي الشرقي وسكان شبه القارة الهندية. مع نمو المستوطنات ، ظهرت أنظمة سياسية هجينة جمعت بين القرابة التقليدية وشبكات العشائر مع هياكل السلطة الملكية. وبحلول نهاية القرن الخامس عشر، كانت السلطنات قد تأسست، واعتنق غالبية السكان الأحرار الإسلام، وكانت الجزر متورطة بشدة في تجارة الرقيق.  شاهد المستكشفون البرتغاليون جزر القمر في عام 1503 وقاموا ببناء محطات للتجارة والإمداد في كيلوا وموزمبيق وسفالة المجاورة في غضون أربع سنوات. وفقا لبيدرو فيريرا ، القبطان في المحطة البرتغالية في كيلوا ، في عام 1506 كان من بين الولايات سلطنة زوان (1500-1886) ، والمعروفة أيضا باسم سلطنة أنجوان/ ندزوان; سلطنات أسيماي ولينا; سلطنة ماوتو (1515-1841) ، والمعروفة أيضا باسم مايوت; سلطنة موالي وسلطنة أوزيجا، والمعروفة أيضًا باسم جزر القمر/نغازيجا، والتي انقسمت بحلول منتصف القرن السادس عشر إلى عشرين مشيخة منفصلة.
وبما أن الجزر لم تكن تحتوي على الذهب، لم يحاول المستوطنون البرتغاليون السيطرة على جزر القمر، لخلوها من الذهب، وعوضًا عن ذلك، فقد طوروا بدلاً من ذلك روابط تجارية مع سكان جزر القمر. بحلول عام 1602 كان التجار الهولنديون يعملون في الجزر، وفي غضون عشرين عاماً أنشأ التجار الإنجليز شبكاتهم أيضاً. كافحت موهيلي التي كانت ولاية تابعة أنجوان في القرون السابقة للحفاظ على استقلالها في نهاية القرن السابع عشر. وفي مواجهة الصراع الخارجي والداخلي، عرض حاكم أنجوان في وقت مبكر من عام 1662 ولايته على تشارلز الثاني ملك إنجلترا وبعد أربعة عشر عاماً كرر العرض بما في ذلك موالي في ذلك الوقت. استغلت أنجوان علاقاتها مع البريطانيين للحصول على سفن لغزو موهيلي واستعادت سلطتها لتخسرها مرة أخرى عام 1743 عندما هزمت القوات الموالية الغزاة الأنجوانيين، وقد استغل البريطانيون علاقاتهم مع موهيلي. كانت النزاعات بين الجزر شائعة في القرن الثامن عشر، ولكن عادةً ما كانت تغذيها المصالح الاقتصادية وليس السيادة. حاولت أنجوان أيضاً بسط سلطتها على مايوت. رفض حاكم مايوت في عام 1781 دفع الجزية وتبع ذلك تمرد مفتوح. من غير المرجح أن تكون القمر الكبرى دولة تابعة أنجوان، حيث لم تكن هناك سلطنة مركزية في القرن السابع عشر. وكما كان الحال في القرون السابقة، فقد كانت مقسمة إلى عشر مشيخات، حيث كان القتال بين العشائر والحكام المحليين شائعاً.
طلب قادة الجزيرة مرارًا وتكرارًا، حتى منتصف القرن الثامن عشر، من إنجلترا وفرنسا والبرتغال توفير الحماية لهم من المغيرين على الرقيق والقراصنة والدول الأخرى. كانت حاجة الفرنسيين إلى العمالة في جزر ماسكارين تغذي الغارات على جزر القمر. في نهاية الحروب النابليونية (1803-1815)، ابتعدت بريطانيا عن جزر القمر، وركزت على استحواذها على الأراضي الجديدة في مستعمرة كيب وموريشيوس، إلا أن بريطانيا أبرمت في عام 1820 اتفاقية لمكافحة الرق مع مملكة ميرينا، مما أنهى فعلياً التهديد الذي كان على جزر القمر. دمرت غارات العبيد الاقتصاد وزعزعت استقرار شبكات التجارة وأجبرت الناس على الفرار من الجزر.  خلت القرى من السكان ولم يتمكن من بقي منهم من زراعة ما يكفي من الغذاء لإعالة أنفسهم أو إنتاج فائض للتجارة. أدّت خسارة موريشيوس إلى تحويل أنظار الفرنسيين إلى جزر القمر وإمكانية استخدام البحيرة الكبيرة في جزيرة مايوت كمحطة بحرية. في عام 1835، أخضعت سلطنة أجوان سلطنة مايوت لسلطنة مايوت، وعينت قضاة لإدارة الإقليم. وقد أدى التهديد المستمر بالغزو من أنجوان والاضطرابات في مايوت إلى توجيه نداءات للفرنسيين للمساعدة.

### فترة الاستعمار الفرنسي (1841-1975)
تنازل أندريانتسولي، سلطان مايوت، عن جزيرته للفرنسيين عام 1841، ووضعت تحت الحماية الفرنسية الرسمية عام 1843. في ذلك العام، أُدمجت جزيرة نوسي-بي، التي أصبحت الآن جزءًا من مدغشقر، مع مقاطعة مايوت وظلت كذلك حتى أصبحت مستعمرة منفصلة في عام 1878.
ألغيت العبودية في مايوت عام 1847 واستُبدل بها نظام السخرة الذي كان يختلف عن نظام العمل السابق بالاسم فقط. وسَّعت فرنسا نطاق الحماية لتشمل الجزر المجاورة التي ضمت سلطنة أندرونا في عام 1852، وسلطنات بامباو وإتساندرا في القمر الكبرى وموهيلي وأنجون في عام 1886. في عام 1887، تم تغيير اسم المحمية إلى جزر القمر وأُدمجت سلطنة موروني فيها عام 1893. في عام 1908، جُعلت جزر القمر إقليماً تابعاً لمدغشقر وفي عام 1914 أسست كمستعمرة. وظلت المستعمرة تدار من مدغشقر حتى عام 1925، عندما مُنحت جزر القمر إدارة محلية، على الرغم من أنها كانت لا تزال رسمياً مقاطعة تابعة لمدغشقر.
في عام 1848، أُلغيت العبودية في جميع أنحاء الإمبراطورية الفرنسية، وامتد نطاق القانون المدني ليشمل جميع المواطنين الفرنسيين في المستعمرات. وبموجب القانون المدني، أصبحت المرأة فاقدة للأهلية القانونية وأُقرت السلطة الأبوية على أطفالها. عند الزواج، كانت المرأة المتزوجة من رجل فرنسي تكتسب تلقائيًا نفس جنسية زوجها. وكان الأطفال غير الشرعيين محرومين من الميراث، وكانت الجنسية لا تنتقل إلا عن طريق الأب.  وكان الأشخاص من غير المواطنين في فرنسا محكومين بالقوانين التقليدية المتعلقة بالزواج والميراث التي تضع رفاهية المجتمع فوق الحقوق الفردية. وقد حالت هذه القوانين دون معاملة الزوجة معاملة الرقيق، وألزمت زوجها بإعالتها، ومنحت أقاربها الحق في الحصول على مهر الزواج لتعويضهم عن فقدان عذريتها في شبكة قرابتهم وتأمين شرعية الزواج. وبعد أن دفعت المرأة ثمن عقد الزواج، أصبحت هي ونسلها ينتمون إلى شبكة قرابة زوجها ويمكن توريثهم إذا مات زوجها. قام قانون الجنسية الفرنسية لعام 1889 بتدوين القوانين القانونية السابقة، وغيّر المعيار الفرنسي من قانون الدم إلى قانون محلّي jus sanguinis to jus soli وامتد ليشمل جزر الهند الغربية الفرنسية. وبموجب أحكامه، سُمح للنساء اللاتي سيصبحن عديمات الجنسية بموجب قاعدة الحصول على جنسية أزواجهن بالاحتفاظ بجنسيتهن الفرنسية عند الزواج. وقد جرى تعديل قانون الجنسية في عام 1897 عندما عُمم ليشمل باقي المستعمرات الفرنسية. وشمل التوضيح في مرسوم عام 1897 أن منح الجنسية بالولادة في الأراضي الفرنسية ينطبق فقط على الأطفال المولودين في فرنسا، مع إعادة شرط النسب إلى المستعمرات.
بموجب قانون الأهالي (قانون السكان الأصليين) الذي صدر في الجزائر عام 1881 والذي وُسع نطاقه ليشمل محمية جزر القمر عام 1901، كان المواطنون في المستعمرات الجديدة يتبعون القانون العرفي.  بعد نهاية الحرب العالمية الأولى أصدرت فرنسا قانوناً هو ”المرسوم رقم 24 في 25 مارس 1915 الذي سمح للرعايا أو الأشخاص المحميين الذين كانوا من غير المواطنين وأقاموا في إقليم فرنسي باكتساب الجنسية الكاملة، بما في ذلك تجنيس زوجاتهم وأولادهم القصر، وذلك بحصولهم على وسام جوقة الشرف، أو حصولهم على شهادة جامعية، أو تقديمهم خدمة للأمة، أو حصولهم على رتبة ضابط أو حصولهم على وسام من الجيش الفرنسي، أو زواجهم من فرنسية وإقامتهم لمدة سنة واحدة؛ أو إقامتهم لأكثر من عشر سنوات في مستعمرة غير بلدهم الأصلي. وفي عام 1927، أقرت فرنسا قانوناً جديداً للجنسية ألغى بموجب المادة 8 منه شرط اكتساب المرأة المتزوجة جنسية الزوج تلقائياً ونص على عدم جواز تغيير جنسيتها إلا إذا وافقت على تغيير جنسيتها. كما سمح للأطفال المولودين في فرنسا لامرأة فرنسية الأصل متزوجة من أجنبي باكتساب جنسيتهم من أمهاتهم. عندما بدأ تطبيقه شمل غوادلوب والمارتينيك وريونيون ولكنه امتد ليشمل باقي المستعمرات الفرنسية للمواطنين الفرنسيين فقط في عام 1928. وقد نصت المادة 26 من مرسوم عام 1928 على أنه لا ينطبق على مواطني الممتلكات الفرنسية باستثناء الجزائر وغوادلوب والمارتينيك وريونيون. وبعد عقد من الزمن، أُبطلت أخيرًا عدم الأهلية القانونية للمرأة المتزوجة بالنسبة للمواطنين الفرنسيين.
في نهاية الحرب العالمية الثانية، منح قانون صدر في 7 مارس 1944 الجنسية الفرنسية لأولئك الذين أدوا خدمات للأمة، مثل العمل كموظفين مدنيين أو تلقي شهادات التقدير. منح دستور عام 1946 الجنسية الفرنسية لجميع رعايا الأراضي الفرنسية دون الحاجة إلى التخلي عن أحوالهم الشخصية كمواطنين أصليين. بموجب شروطها ، تم تصنيف جزر القمر على أنها إقليم ما وراء البحار داخل الاتحاد الفرنسي ومنفصلة رسميا عن مدغشقر. في عام 1945 ، تم تمرير قانون جديد للجنسية الفرنسية ، والذي منح مرة أخرى الجنسية الفرنسية التلقائية للزوجات الأجنبيات من الرجال الفرنسيين ، لكنه سمح للأمهات الفرنسيات بنقل جنسيتهن إلى الأطفال المولودين خارج فرنسا. وهي تنطبق صراحة على الجزائر وغويانا الفرنسية وغوادلوب ومارتينيك ورايمونيون ، وقد وسعت نطاقها لتشمل أقاليم ما وراء البحار في عام 1953 ، ولكن في حالة هذه الأخيرة كان لها تمييز في حقوق أولئك الذين تم تجنيسهم. مع إقرار الدستور الفرنسي لعام 1958 ، تم توحيد أحكام الجنسية لفرنسا وإدارات ما وراء البحار وأقاليم ما وراء البحار. استبعدت المادة 86 إمكانية استقلال المستعمرات. تم تعديل الدستور الفرنسي في عام 1960 للسماح للدول بالحفاظ على العضوية في المجتمع حتى لو كانت جمهوريات مستقلة.
في عام 1961 ، أدت حركة الاستقلال في العقد الماضي إلى منح جزر القمر استقلالية داخلية ونقل العاصمة من مايوت إلى موروني في نجازيجا. في اجتماع بين محمد الشيخ ورئيس مجلس إدارة مجلس نواب جزر القمر والرئيس الفرنسي شارل ديغول في يناير 1963 ، أبلغ الشيخ أنه إذا اختارت جزر القمر الاستقلال ، فقد لا تكون المساعدات المالية الفرنسية وشيكة. مع أخذ ذلك في الاعتبار ، وافق الشيخ على التوقف عن الضغط من أجل الاستقلال, لكن ذلك لم يوقف المظاهرات الطلابية والسياسية التي طالبت بإنهاء الاستعمار. وفاة الشيخ في عام 1970 ، جلبت أحمد عبد الله عبد الرحمن إلى رئاسة المجلس وجددت الصحافة من أجل الاستقلال. في 22 ديسمبر 1974 ، أجري استفتاء عام مع تصويت مايوت للاحتفاظ بوضعها كإقليم فرنسي لما وراء البحار و 96 ٪ من الناخبين مجتمعين في موالي ونغازيدجا وندزواني لصالح الاستقلال. كان رد فرنسا على النتيجة أنها ستسمح بالاستقلال طالما تم وضع دستور ووافقت عليه الجزر الأربع في استفتاء عام. أعلن عبد الله، خوفا من عدم موافقة مايوت، استقلال الجزر في 5 يوليو 1975.

### ما بعد الاستقلال (1975-2008)
في 30 ديسمبر 1975، قرر المجلس الدستوري الفرنسي أن العوائق القانونية لا تحول دون الاستقلال الجزئي، واعترف رسمياً بدولة جزر القمر المكونة فقط من موهيلي و أنجوان والقمر الكبرى. وأُجري استفتاء ثانٍ في 9 فبراير 1976 في مايوت حصد ذات نتيجة الاستفتاء السابق. في عام 1977، صاغت البلاد أول دستور لها، لكن انقلاباً وقع في العام التالي أدى إلى استبداله في 5 أكتوبر 1978. في عام 1979، تم اعتماد قانون الجنسية (Loi No. 79-12) والذي كان لا يزال ساريًا حتى عام 2019.   في عام 2001، سمح التعديل الدستوري بازدواج الجنسية.  هناك تضارب بين الأحكام الدستورية والنصوص الواردة في قانون الجنسية. على سبيل المثال، ينص قانون الجنسية على أن حمل جنسيات متعددة، أو ممارسة الحقوق في دولة أخرى يعتبر سبباً للتجريد من الجنسية، ولكن دستور عام 2001 ينص على أنه لا يمكن حرمان الشخص من جنسيته الأصلية لحصوله على جنسية أخرى ومزاياها.

## فضيحة بيع جواز السفر القمري (2008-2018)
بموجب قانون الجنسية الاقتصادية في اتحاد جزر القمر ((بالفرنسية: Loi relative à la citoyenneté économique en Union des Comores) الذي صدر في عام 2008 ،يمكن للأشخاص الذين قاموا باستثمارات كبيرة في تنمية البلاد الحصول على الجنسية وجواز سفر قمري. وقد صمم تصميم البرنامج بداية بالتزامن مع الإمارات العربية المتحدة لتبادل الجنسية مع عديمي الجنسية البدون للاستثمار في جزر القمر. ويتطلب البرنامج استثمار 45,000 دولار أمريكي لمقدم الطلب الرئيسي؛ و20,000 دولار أمريكي للزوج(ة) أو الطفل البالغ؛ و10,000 دولار أمريكي للأطفال القُصّر؛ و300 دولار أمريكي لكل جواز سفر؛ و7,500 دولار أمريكي لرسوم المعالجة. في عام 2014، أعلنت الكويت أنها تجري مفاوضات مع جزر القمر للانضمام إلى البرنامج.  لكن الخطة ألغيت في عام 2016 بعد أن انتقدها المشرعون الكويتيون. وقد تم إجراء تحقيق برلماني بين يونيو وديسمبر 2017 وجد أن التشريع الأولي كان يفتقر إلى التوقيعات والأختام المناسبة ولم يتم تسجيله في النظام الأساسي للدولة؛ وتم منح بعض وثائق الجنسية لأشخاص لا يستوفون معايير البرنامج؛ وكانت هناك تناقضات مالية في عدد الأشخاص الذين تم منحهم الجنسية ومبلغ الأرباح التي حصلت عليها الحكومة. علَّقت الحكومة البرنامج رسمياً في يناير 2018.
في أغسطس 2018 ، اتهمت سلطات جزر القمر الرئيس السابق أحمد عبد الله سامبي ورجل أعمال سوري فرنسي بشار كيوان بالفساد واختلاس الأموال العامة والتزوير فيما يتعلق ببيع جوازات سفر جزر القمر. في نوفمبر 2022، حوكم كل من أحمد عبد الله سامبي ومحمد علي صويليحي وبشار كيوان ومجد سليمان ومدراء آخرين في شركة جزر القمر الخليج القابضة بتهمة الخيانة العظمى واختلاس وغسل أموال عامة في جزر القمر بزعم تحويلها من برنامج المواطنة الاقتصادية. أدين سامبي وحُكم عليه بالسجن المؤبد، وحُكم على نائب الرئيس السابق محمد علي صويليحي بالسجن 20 عامًا، وحُكم على بشار كيوان بالسجن 10 سنوات.

### المعلومات الكاملة للمراجع
- Adloff، Richard (1964). West Africa: The French Speaking Nations Yesterday and Today. New York, New York: Holt, Rinehart and Winston. OCLC:467154.
- André، Marc (يونيو 2016). "Algerian Women in France: What Kind of Citizenship? (1930s–1960s)". Clio. Women, Gender, History. ترجمة: Tomlinson، Helen. Toulouse, France: Éditions Belin. ج. 43 ع. 1: 95–117. ISSN:1252-7017. JSTOR:26242544. OCLC:7290793879. مؤرشف من الأصل في 2023-11-20. اطلع عليه بتاريخ 2024-12-24.
- Balakrishnan، Prabhu (3 ديسمبر 2019). "What happened to Comoros Citizenship by Investment?". Best-citizenships.com. Budapest, Hungary: Best Citizenships Council. مؤرشف من الأصل في 2021-03-05. اطلع عليه بتاريخ 2024-12-24.
- Bertossi، Christophe (أبريل 2010). "Report on Citizenship Law: France" (PDF). cadmus.eui.eu. Badia Fiesolana: معهد الجامعة الأوروبية  [لغات أخرى]‏. مؤرشف (PDF) من الأصل في 2020-11-12. اطلع عليه بتاريخ 2024-12-24.{{استشهاد ويب}}:  صيانة الاستشهاد: علامات ترقيم زائدة (link)
- Bousquet، G. H. (أكتوبر 1953). "How the Natives of Algeria Became French Citizens". International and Comparative Law Quarterly. London: British Institute of International and Comparative Law. ج. 2 ع. 4: 596–605. DOI:10.1017/S0020589300100028. ISSN:0020-5893. JSTOR:755346. OCLC:8271467775. مؤرشف من الأصل في 2023-11-20. اطلع عليه بتاريخ 2024-12-24.
- Camiscioli، Elisa (Summer–Fall 1999). "Intermarriage, Independent Nationality, and the Individual Rights of French Women: The Law of 10 August 1927". French Politics, Culture & Society. New York, New York: Berghahn Books. ج. 17 ع. 3–4: 52–74. DOI:10.3167/153763799782378320. ISSN:1537-6370. JSTOR:42843081. OCLC:205909023. مؤرشف من الأصل في 2023-11-20. اطلع عليه بتاريخ 2024-12-24.
- Cottias، Myriam (أغسطس 2005). "Gender and Republican Citizenship in the French West Indies, 1848–1945". Slavery & Abolition. Abingdon: روتليدج (دار نشر). ج. 26 ع. 2: 233–245. DOI:10.1080/01440390500176400. ISSN:0144-039X. OCLC:6895438010. S2CID:144630105. مؤرشف من الأصل في 2021-04-23. – via تايلور وفرانسيس (التسجيل مطلوب)
- Dobkin de Rios، Marlène (1968). "Colonialism and the Legal Status of Women in Francophonic Africa". Cahiers d'Études Africaines. Paris: مدرسة الدراسات العليا في العلوم الاجتماعية. ج. 8 ع. 31: 390–405. DOI:10.3406/cea.1968.3134. ISSN:0008-0055. OCLC:772667063. مؤرشف من الأصل في 2024-07-10. اطلع عليه بتاريخ 2024-12-24.
- Donner، Ruth (1994). The Regulation of Nationality in International Law (ط. 2nd). Irvington-on-Hudson, New York: Transnational Publishers. ISBN:978-0-941320-77-1. مؤرشف من الأصل في 2024-08-28.
- Dureysseix، Fanny (2021). "7. Teachers' Curriculum Contextualisation in an Overseas French Territory: How Can Local Specificities Be Acknowledged within the Education System". في Gardelle، Linda؛ Jacob، Camille (المحررون). Schools and National Identities in French-speaking Africa: Political Choices, Means of Transmission and Appropriation. London: روتليدج (دار نشر). ص. 109–126. ISBN:978-1-00-028154-5.
- Flournoy، Richard W. Jr.؛ Hudson، Manley O. (1929). "French Colonies (Other than Guadeloupe, Martinique, and Reunion)". A Collection of Nationality Laws of Various Countries as Contained in Constitutions, Statutes and Treaties. New York, New York: دار نشر جامعة أكسفورد. ص. 257–268. OCLC:875321407. مؤرشف من الأصل في 2024-09-09 – عبر HeinOnline.
- Fransman، Laurie (2011). Fransman's British Nationality Law (ط. 3rd). Haywards Heath, West Sussex: دار بلومزبري. ISBN:978-1-84592-095-1.
- Grandmaison، Olivier Le Cour (2006). "The Exception and the Rule: On French Colonial Law". Diogenes. London: سيج للنشر for the International Council for Philosophy and Humanistic Studies. ج. 53 ع. 4: 34–53. DOI:10.1177/0392192106070346. ISSN:0392-1921. OCLC:437606336. S2CID:220709847. مؤرشف من الأصل في 2024-07-24. اطلع عليه بتاريخ 2024-12-24.
- Lewis، David؛ Ahmed، Ali Amir (23 مارس 2018). "Exclusive: Comoros Passport Scheme Was Unlawful, Abused by 'Mafia' Networks – Report". رويترز. Nairobi, Kenya. مؤرشف من الأصل في 2021-03-22. اطلع عليه بتاريخ 2024-12-24.
- Manby، Bronwyn (2016). Citizenship Law in Africa (PDF) (ط. 3rd). Cape Town, South Africa: African Minds. ISBN:978-1-928331-08-7. مؤرشف (PDF) من الأصل في 2021-06-26.
- Massey، Simon؛ Baker، Bruce (يوليو 2009). Comoros: External Involvement in a Small Island State (PDF) (Report). London: تشاتام هاوس. Paper AFP 2009/1. مؤرشف (PDF) من الأصل في 2021-01-16. اطلع عليه بتاريخ 2024-12-24.
- Merle, Isabelle (Summer 2002). "Retour sur le régime de l'indigénat: Genèse et contradictions des principes répressifs dans l'empire français" [The Indigenous Status Regime Revisited: Genesis and Contradictions of the Repressive Principles in the French Empire]. French Politics, Culture & Society (بالفرنسية). New York, New York: Berghahn Books. 20 (2): 77–97. DOI:10.3167/153763702782369803. ISSN:1537-6370. JSTOR:42843233. OCLC:5792451223. Archived from the original on 2024-09-24. Retrieved 2024-12-24.
- Mugnier، Clifford J. (مارس 2012). "Grids & Datums: Central African Republic" (PDF). Photogrammetric Engineering & Remote Sensing. Falls Church, Virginia: American Society for Photogrammetry and Remote Sensing. ج. 78 ع. 3: 192–194. ISSN:0099-1112. OCLC:780462390. مؤرشف (PDF) من الأصل في 2021-07-19. اطلع عليه بتاريخ 2024-12-24.
- Newitt، Malyn D. D. (1983). "The Comoro Islands in Indian Ocean Trade before the 19th Century". Cahiers d'Études Africaines. Paris: Éditions de l'École des hautes études en sciences sociales. ج. 23 ع. 89–90: 139–165. DOI:10.3406/cea.1983.2260. ISSN:0008-0055. JSTOR:4391844. OCLC:5546732302. مؤرشف من الأصل في 2023-07-01. اطلع عليه بتاريخ 2024-12-24.
- Niort, Jean-François (Aug 2007). "L'application du Code civil à la Guadeloupe dans le contexte dela réaction napoléonienne" [The Application of the Civil Code to Guadeloupe in the Context of the Napoleonic Reaction] (PDF). Bulletin de la Société d'Histoire de la Guadeloupe (بالفرنسية). Basse-Terre, Guadeloupe: Société d'histoire de la Guadeloupe (146–147): 19–45. DOI:10.7202/1040648ar. ISSN:0583-8266. Archived from the original (PDF) on 2024-09-24. Retrieved 2024-12-24.
- Opoku، Kwame (1974). "Traditional Law Under French Colonial Rule". Verfassung und Recht in Übersee / Law and Politics in Africa, Asia and Latin America. Baden-Baden: Nomos Verlagsgesellschaft mbH. ج. 7 ع. 2: 139–153. DOI:10.5771/0506-7286-1974-2-139. ISSN:0506-7286. JSTOR:43108378. OCLC:7831297523.
- Plender، Richard (أكتوبر 1974). "The New French Nationality Law". The International and Comparative Law Quarterly. Cambridge, Cambridgeshire: مطبعة جامعة كامبريدج. ج. 23 ع. 4: 709–747. DOI:10.1093/iclqaj/23.4.709. ISSN:0020-5893. JSTOR:758412. OCLC:769971121. مؤرشف من الأصل في 2024-09-24. اطلع عليه بتاريخ 2024-12-24.
- Ronen، Dov (1975). Dahomey: Between Tradition and Modernity. Ithaca, New York: Cornell University Press. ISBN:0-8014-0927-6.
- Rosas، Allan (1994). "Nationality and Citizenship in a Changing European and World Order". في Suksi، Markku (المحرر). Law Under Exogenous Influences. Turku, Finland: Turku Law School. ص. 30–60. ISBN:978-951-29-0284-2.
- Saada، Emmanuelle (2012). Empire's Children: Race, Filiation, and Citizenship in the French Colonies. ترجمة: Goldhammer، Arthur. Chicago, Illinois: دار نشر جامعة شيكاغو. ISBN:978-0-226-73307-4. مؤرشف من الأصل في 2024-09-24.
- Semley، Lorelle D. (مايو 2014). "'Evolution Revolution' and the Journey from African Colonial Subject to French Citizen". Law and History Review. New York, New York: مطبعة جامعة كامبريدج for the American Society for Legal History. ج. 32 ع. 2: 267–307. DOI:10.1017/S0738248014000157. ISSN:0738-2480. JSTOR:43670704. OCLC:7781124851. S2CID:145771594. مؤرشف من الأصل في 2023-11-20. اطلع عليه بتاريخ 2024-12-24.
- Stewart، John (1999). African States and Rulers (ط. 2nd). Jefferson, North Carolina: McFarland & Company. ISBN:0-7864-0613-5.
- Truhart، Peter (1985). Regents of Nations: Systematic Chronology of States and Their Political Representatives in Past and Present. Munich, Germany: K. G. Saur Verlag. ج. II. Asia, Australia–Oceania. ISBN:978-3-11-161625-4. مؤرشف من الأصل في 2021-07-30.
- Urban, Yerri (19 Jun 2009). Race et nationalité dans le droit colonial français (1865-1955) [Race and Nationality in French Colonial Law (1865–1955)] (PhD) (بالفرنسية). Dijon, France: جامعة بورغندي. OCLC:1136505756. Archived from the original on 2021-02-09. Retrieved 2024-12-24.
- Walker، Iain (2019). Islands in a Cosmopolitan Sea: A History of the Comoros. New York, New York: دار نشر جامعة أكسفورد. ISBN:978-0-19-007130-1.
- "Citonyenneté économique: aucun nouveau passeport émis par le present" [Economic Citizenship: No New Passports Issued by this Regime]. comoresinfos.net (بالفرنسية). Moroni: Government of the Comoros. 19 Jan 2018. Archived from the original on 2021-07-31. Retrieved 2024-12-24.
- Comoros (PDF) (Report). Paris: منظمة التعاون الاقتصادي والتنمية. 2019. مؤرشف (PDF) من الأصل في 2021-07-31. اطلع عليه بتاريخ 2024-12-24.
- "Malyn Newitt". هيرست للنشر. London: C. Hurst & Co. 2021. مؤرشف من الأصل في 2021-04-10. اطلع عليه بتاريخ 2024-12-24.
- Responses to Information Requests: Comoros (Report). Ottawa, Ontario: مجلس الهجرة واللاجئين الكندي. 29 نوفمبر 2010. COM103592.FE. مؤرشف من الأصل في 2017-10-18. اطلع عليه بتاريخ 2024-12-24.